# Meu Filho, Meu Tesouro
The Common Sense Book of Baby and Child Care é um livro escrito pelo Dr. Benjamin Spock com conselhos direcionados especialmente às mães, orientando-as com os cuidados básicos que elas devem tomar com os seus bebês.
Publicado originalmente em 1946, Meu Filho, Meu Tesouro é considerado, depois da Bíblia, o segundo livro mais vendido no Século XX nos Estados Unidos. Em 1998, ano de falecimento do Dr. Benjamin Spock, o livro havia sido traduzido para 42 línguas, com quase 50 milhões de cópias vendidas mundo a fora.
O lançamento do livro foi um marco, ajudando a disseminar as noções de puericultura na população, em uma época em que esses tipos de conhecimentos eram quase que exclusivos da comunidade médica. Editado em mais de 20 línguas, ao longo do mundo, o livro se tornou um best-seller.